# Didova Hora, Slavuta
Didova Hora (în ucraineană Дідова Гора) este un sat în comuna Lîsîce din raionul Slavuta, regiunea Hmelnîțkîi, Ucraina.

## Demografie
Componența lingvistică a localității Didova Hora
     Ucraineană (100%)
Conform recensământului din 2001, toată populația localității Didova Hora era vorbitoare de ucraineană (100%).